# Aethionema kopetdaghi
Aethionema kopetdaghi är en korsblommig växtart som beskrevs av Vladimir Ippolitovich Lipsky. Aethionema kopetdaghi ingår i släktet Aethionema och familjen korsblommiga växter. Inga underarter finns listade i Catalogue of Life.